# Polopravidelný mnohostěn
Polopravidelný mnohostěn je konvexní mnohostěn, jehož všechny stěny jsou tvořeny pravidelnými mnohoúhelníky a všechny prostorové úhly ve vrcholech mnohostěnu jsou přímo či nepřímo shodné.
Polopravidelné mnohostěny jsou zobecněním pravidelných polyedrů (Platónských těles): u polopravidelných mnohostěnů nemusí mít všechny stěny jednoho tělesa stejný tvar. (Platónská tělesa jsou tedy speciálním případem polopravidelných mnohostěnů, u kterých jsou všechny stěny tvořeny shodnými mnohoúhelníky.)

## Druhy polopravidelných mnohostěnů
- Archimédovská tělesa
- Pravidelné hranoly a antihranoly:
  - Pravidelné hranoly: Mají dvě protilehlé stěny (podstavy) tvořené stejným pravidelným n–úhelníkem a ostatní stěny jsou čtverce.
  - Pravidelné antihranoly: Mají dvě protilehlé stěny (podstavy) tvořené stejným pravidelným n–úhelníkem a ostatní stěny jsou rovnostranné trojúhelníky.

## Použití
Polopravidelné mnohostěny mají použití v krystalografii, v teorii bodových grup, v architektuře (dekorace). Příkladem polopravidelného tělesa by byl fotbalový míč (v případě, že by měl rovné a nikoliv vypouklé stěny).